# Austrothoa yagana
Austrothoa yagana är en mossdjursart som först beskrevs av Moyano och Gordon 1980.  Austrothoa yagana ingår i släktet Austrothoa och familjen Hippothoidae. Inga underarter finns listade i Catalogue of Life.